# Église Saint-Julien de Saint-Julien-du-Serre
L'église Saint-Julien est une église située en France sur la commune de Saint-Julien-du-Serre, dans le département de l'Ardèche en région Rhône-Alpes.

## Localisation
L'église est située sur la commune de Saint-Julien-du-Serre, dans le département français de l'Ardèche.

## Historique

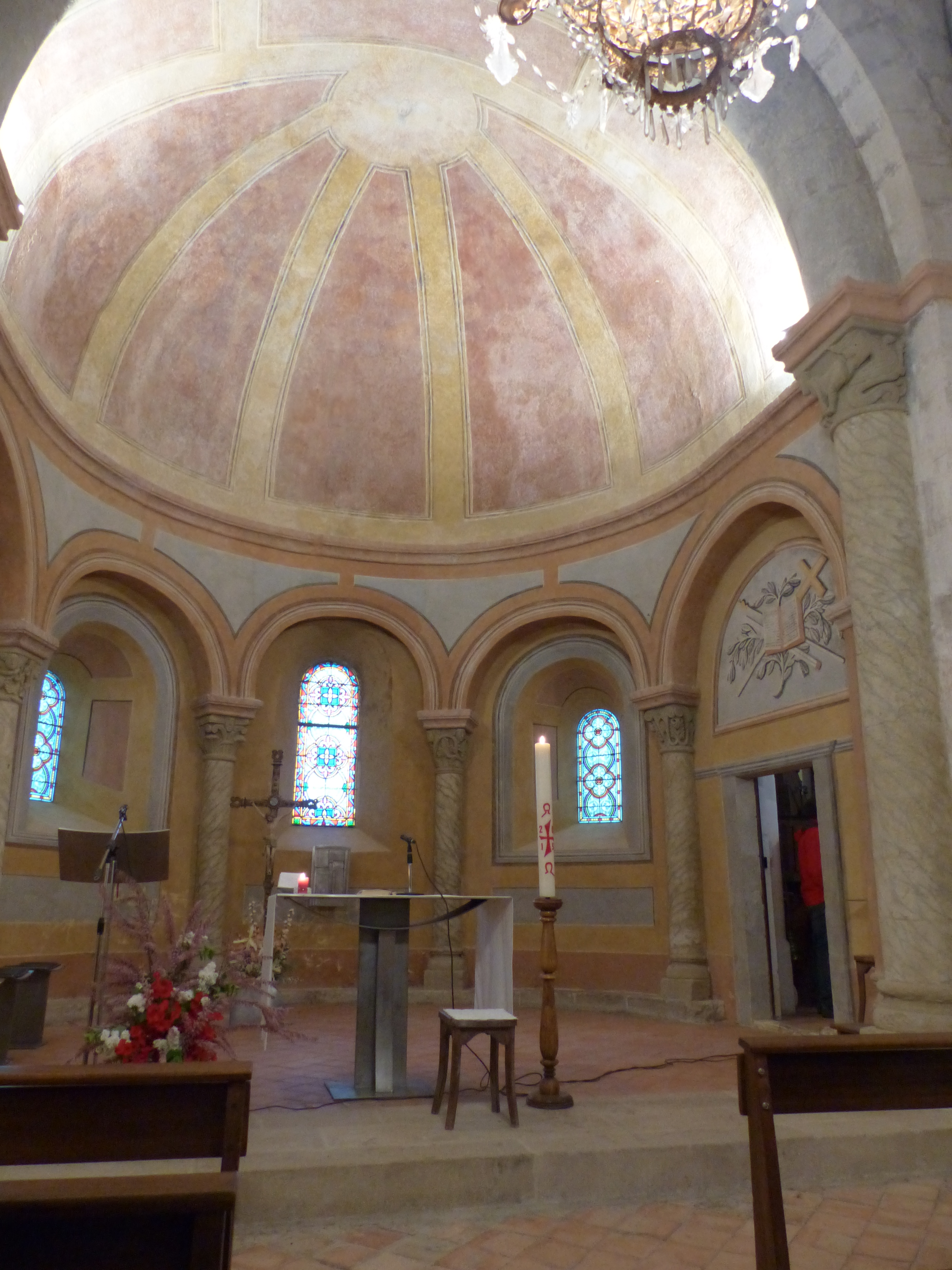
Vue de l'abside de l'église.

## Protection
L'église Saint-Julien fait l'objet d'un classement au titre des monuments historiques depuis le 11 septembre 1906.